# 八ッ場ダム
八ッ場ダム（やんばダム）は、利根川の主要な支流の一つである吾妻川中流部、群馬県吾妻郡長野原町川原湯地先に建設された多目的ダムである。2020年（令和2年）4月1日より運用を開始した。
形式は重力式コンクリートダムで高さは116 m。国土交通省関東地方整備局が事業主体である。ダム湖は八ッ場あがつま湖と命名され、神奈川県を除く関東1都5県の水がめ・利根川上流ダム群の一つとなる。
総事業費は約5320億円で日本のダム史上最高額となり、計画から68年を要した。
2024年度（令和6年度）に土木学会デザイン賞 優秀賞を受賞した。

## 地理
八ッ場ダムは利根川の主要な支流である吾妻川中流部の吾妻渓谷に建設された多目的ダムである。ダム下流には八ッ場発電所が有り、ダムの放流水を利用して水力発電を行っている。満水時のダム湖（八ッ場あがつま湖）はダムから上流の白砂川合流地点にまで及ぶ。移転代替地はダム湖の周囲に新たに宅地造成する現地再建方式（ずり上がり方式）が採用されている。吾妻川は白砂川や万座川から流入する強酸性の河水の影響で酸性となっていたが、1965年（昭和40年）より品木ダムおよび草津中和工場を中心とする中和事業「吾妻川総合開発事業」により水質改善されている。

## 沿革

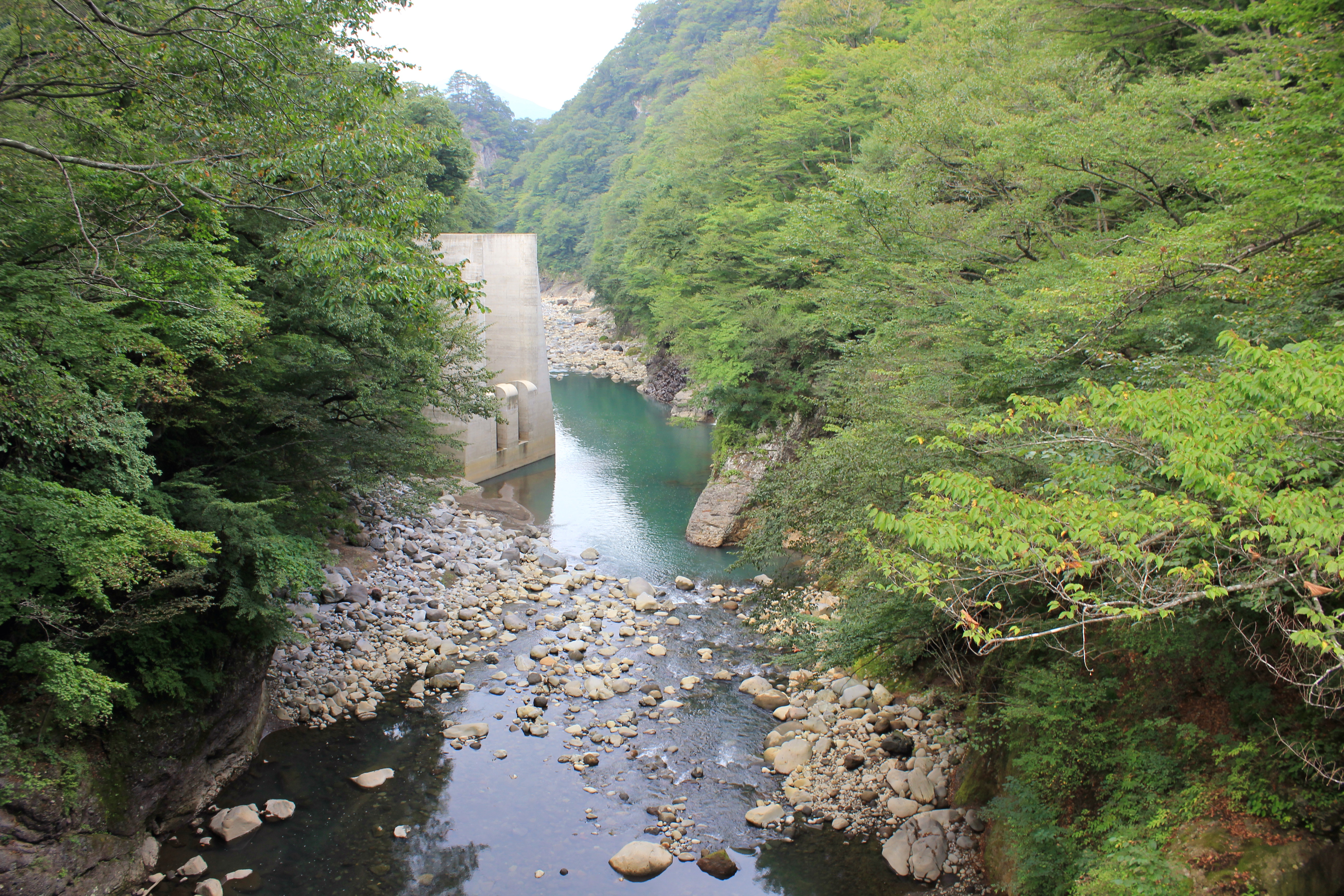
ダム建設前（2012年（平成24年）撮影）

吾妻川流域の多目的ダム建設計画は、1949年（昭和24年）に経済安定本部の諮問機関である治水調査会の答申に基づき建設省（現・国土交通省）によって手掛けられた「利根川改訂改修計画」において、1952年（昭和27年）に発表された。利根川に10箇所のダムを建設する利根川上流ダム群計画に準拠しており、カスリーン台風級の水害から東京および利根川流域を守ることが目的とされた。
当初は堤高115.0 m、総貯水容量73,100,000 tのダムとして計画されていた。だが支流の白砂川や万座川から流入する強酸性の河水のために吾妻川本流には当時の建設技術ではダム建設ができず、いったん計画は凍結された。建設省は代替案として白砂川における「六合（くに）ダム計画」または温川における「鳴瀬ダム計画」として吾妻川支流へのダム計画を進めていたが、両計画とも貯水容量や水没物件の点で問題があったため、計画ははかどらなかった。
しかし、1965年（昭和40年）に品木ダムおよび草津中和工場を中心とする中和事業「吾妻川総合開発事業」によって吾妻川の水質が改善したことから、1967年（昭和42年）に現在の地点にダム建設を決定した。この間、首都圏の水需要増大に対応するため計画規模を拡大し、矢木沢ダム（利根川）・下久保ダム（神流川）に次ぐ規模の1億トン級のダムとして事業が発表された。だが、計画発表以降、水没地域である長野原町において頑強なダム建設反対運動が起きた。
昭和40年代からの実施計画調査や地元住民の生活再建案調整を経て、1986年（昭和61年）、「八ッ場ダムの建設に関する基本計画」が2000年（平成12年）の事業工期として策定された。その後、2001年（平成13年）の第1回変更で工期が2010年（平成22年）に延長され、2004年（平成16年）の第2回変更で建設目的に「流水の正常な機能維持」が新たに追加されると同時に、総事業費が2110億円から4600億円に増額修正された。2008年（平成20年）の第3回変更では建設目的に「発電」が追加されると同時に、工期が2015年（平成27年）に再延長された。
2009年には「コンクリートから人へ」のマニフェストを掲げて政権交代した民主党により事業が中止されたが、2011年の事業検討報告書により建設継続が答申され、事業が再開された。
2014年（平成26年）8月7日、国土交通省関東地方整備局は一般競争入札で清水建設・鉄建建設・IHIインフラシステム3社JVが本体工事を342億5000万円で落札したと発表し、2019年度の完成を目指すとした。2015年（平成27年）1月21日、本体工事開始。同年2月7日、本体工事起工式。2019年（令和元年）10月1日から試験湛水開始。
2020年（令和2年）3月31日完成・4月1日運用開始。最終的な事業費は5320億円に達した。ダム併設の八ッ場発電所については、翌2021年（令和3年）4月1日より運転を開始した。
完成記念式典は新型コロナウイルス感染症（COVID-19）の流行で約2年延期され、2022年（令和4年）5月28日に開催された。

### 地名の由来
八ッ場（やんば）という地名の由来は諸説あるが、有力な説は次の3つである。
1. 狭い谷間に、獲物を追い込んで、矢を射た場所「矢場（やば）」が転じ、「やんば」となった。
2. 狩猟を行う場所に8つの落とし穴があったことから、「8つの穴場」→「やつば」→「やんば」となった。
3. 川の流れが急な場所「谷場（やば）」が転じ、「やんば」となった。

「やば」では短すぎるので、撥音を入れ調子を付けることで、発音しやすくしたという説もある。

## 計画期

### 東の八ッ場、西の大滝
このダムが当初計画どおりに完成すると、川原湯温泉街を始めとする340世帯が完全に水没するほか、国指定名勝である吾妻渓谷の中間部に建設されるので、その半分以上が水没し、一挙に観光資源が喪失することが心配された。ダムによって地元に還元される固定資産税が、水没地を抱える長野原町ではなく、ダム堤の予定地がある下流の吾妻町（現・東吾妻町）に落ちることも問題となった。また、首都圏に住む人々のために、水没地の住民が犠牲になることには断固反対するという声が地元では多かった。このようなことから、町議会の「建設絶対反対決議」を始めとして、町全体を巻き込み、長期にわたる反対運動が展開された。
この間、利根川上流ダム群の中核となる予定だった利根川本川の「沼田ダム計画」が、激しい反対運動によって廃止されている。川原湯温泉街では、建設省職員が歩くと鐘や太鼓を叩かれて追い返されるような状態が続いた。この頃より関係者の間では、全く進捗しないダム事業の代名詞として、紀の川本川・国土交通省近畿地方整備局による大滝ダムと並び、「東の八ッ場、西の大滝」の言葉が囁かれるようになった。なお、大滝ダムは2004年（平成16年）に暫定的な運用が開始されており、大滝ダム着工後は川辺川ダム（川辺川）が、計画が遅々として進まないダムの代表格となっている。

### 自民党政権の内部対立
自民党政権の内部でも、八ッ場ダム建設の是非をめぐる対立があった。1974～76年の三木武夫内閣では、国土庁長官の金丸信が、八ッ場ダム計画を推進していた。当時、水不足の東京では、工業用水などを地下水に依存しており、地盤沈下で生じた海抜ゼロメートル地帯が江東区周辺に広がっていた。八ッ場ダムには、東京の水不足を解消し、これ以上の地盤沈下を防ぐという目的もあった。しかし、自民党幹事長の中曽根康弘は建設に反対で、「閣議に出すことまかりならぬ」と金丸に抵抗した。建設予定地の長野原町は中曽根の選挙区（当時の衆議院群馬3区）だった。金丸は幹事長室に出向き、中曽根に向かって「あんたは群馬県の幹事長なのか、日本の幹事長なのか。東京は水が不足している。足りないところへ供給するのは政治の責任じゃないか。群馬県にも賛成してくれている御仁（福田赳夫）がいますよ」と述べた。中曽根は、国土事務次官だった橋口収に電話して圧力を加えるなどの抵抗をした。この対立をきっかけに、金丸と中曽根はしばらく疎遠になった。

### 補償基準妥結への流れ
1974年（昭和49年）には、ダム建設反対の立場をとる樋田富治郎が町長に選出され、着工の目途はさらに遠のいた。一方で行政側は、川原湯温泉を始めとする地域の生活再建を行うことがダム着工の絶対条件であるという認識から、1980年（昭和55年）に群馬県が生活再建案を提示したのを皮切りとして、地元の生活再建策を次々と打ち出した。このような対策を支援するための法律的な枠組みとして、1973年（昭和48年）に水源地域対策特別措置法が制定されている。この法律によって、受益者である下流部の地方公共団体の負担金によって様々な生活再建対策事業を行うことが可能となった。
また昭和40年代には、建設省が、吾妻峡を可能な限り保存する観点から、ダムの建設場所を当初の予定よりも600 m上流に移動させることを表明した。その結果、ダム本体が長野原町に収まったほか、吾妻峡の約4分の3は残り、一番の観光スポットである鹿飛橋も沈まずに残ることとなった。1992年（平成4年）には、ダム建設推進を前提とした協定書が長野原町と群馬県、建設省の間で締結された。その2年前の1990年（平成2年）には、ダム建設賛成の立場の田村守が長野原町長に就任している。協定書締結後の1994年（平成6年）には、ダム建設のための最初の工事として、工事用道路の建設が始まった。

## 建設工事前半期 (民主党政権前まで)

### ダム本体および付帯工事
1994年（平成6年）、建設省はダム本体工事に伴う付帯工事に着手した。ダム建設に伴い国道145号が水没して集落がダム湖で分断されるため、湖岸となる林、長野原、川原畑側に地域高規格道路としての位置付けを持つ国道145号八ッ場バイパスと群馬県道376号林長野原線、対岸の川原湯側に群馬県道375号林岩下線・群馬県道377号川原畑大戸線およびJR東日本吾妻線の付替線が建設され、2014年（平成26年）10月までにほぼ完成している。両岸を結ぶ道路橋として下流から順に、県道川原畑大戸線の一部をなす八ッ場大橋（湖面1号橋、2014年〈平成26年〉10月開通）、県道林岩下線の一部をなす不動大橋（湖面2号橋、2011年〈平成23年〉4月開通）、国道145号八ッ場パイパスの一部をなす丸岩大橋（湖面3号橋、2010年〈平成22年〉12月開通）が建設された。また、転居を余儀なくされる住民のための代替地造成や、防災ダム建設なども同時に進められた。
旧来の国道145号は土砂災害の危険性から吾妻渓谷付近が連続雨量120 mm以上で通行止めとなっていたため、八ッ場バイパスとJR吾妻線の付替線についてはトンネル区間が増えて移動時間短縮や災害対応の面での改善も見込め、ダム建設に付随して交通環境が改善されることを期待する声もある。
ダム本体工事は、後述する2009年（平成21年）の民主党への政権交代による影響を受けて入札が延期されたが、ダム地点を干上がらせて本体工事を行えるようにするために川の水をトンネルに迂回させる仮排水トンネル工事（転流工）は、計画より1年遅れて2008年（平成20年）に始まっていた。また、ダム本体の概略設計は2005年（平成17年）に実施済みであり、さらに精度を上げた実施設計が2006年（平成18年）に実施された。ダム建設地は1970年（昭和45年）の第63回国会衆議院地方行政委員会において「ダムの基礎地盤としてきわめて不安定」と指摘された場所であり、ダム建設反対派の中には不適切な地質条件の場所であると訴える者も多い。一方、国土交通省はその後の地質調査の結果から見てダム建設には問題ない場所であるとの見解である。
政権交代に先立つ2009年（平成21年）の第171回国会（常会）にて、民主党所属の参議院議員大河原雅子が提出した質問主意書「供用開始遅延ダムおよび八ッ場ダム等に関する質問」に対し、内閣総理大臣麻生太郎は答弁書（第一八六号 内閣参質一七一第一八六号）において、平成20年度末時点での事業進捗状況は以下の通りであると回答した。なお、答弁書では「工事に係る契約の締結をもって工事の着手とする」とし、住民の転居先となる代替地の造成に関しては「平成21年度末でおおむね完了予定」とした。
- 付替道路（[完成] 既に完成した区間の延長とその全体に対する割合 / [着手] 工事に着手している区間の延長とその全体に対する割合）
  - 国道145号[note 1] - [完成] 約600 m・約6% / [着手] 約7.5 km・約69%。一部用地買収未了。
  - 群馬県道375号林岩下線 - [完成] 0 km・0% / [着手] 約4.7 km・約68%。一部用地買収未了。
  - 群馬県道376号林長野原線 - [完成] 0 km・0% / [着手] 約2.9 km・約76%。一部用地買収未了。
  - 群馬県道377号川原畑大戸線 - [完成] 約200 m・約18% / [着手] 約34 m・約3%。一部用地買収未了。
- 付替鉄道（[完成] 既に完成した区間の延長とその全体に対する割合 / [着手] 工事に着手している区間の延長とその全体に対する割合）
  - 吾妻線 - [完成] 約7.8 km・約75% / [着手] 約1.2 km・約12%。一部用地買収未了。
  - 新川原湯温泉駅 - 用地買収と造成工事を継続中。
- 代替地（分譲を開始している面積とその分譲を予定している全体の面積に対する割合）
  - 川原畑地区 - 約6,100 m2・約10%。移転完了世帯なし。
  - 川原湯地区 - 約9,800 m2・約10%。2世帯移転完了。
  - 横壁地区 - 約6,900 m2・約20%。2世帯移転完了。
  - 林地区 - 約5,500 m2・約7%。6世帯移転完了。
  - 長野原地区 - 約6,200 m2・約9%。6世帯移転完了。

上記政府答弁書で述べられている施工状態は2008年（平成20年）末の状態であるが、八ッ場ダムを選挙区に抱える自由民主党の小渕優子は、2009年（平成21年）9月25日掲載の『産経新聞』「金曜討論」にて、「7割の工事が終わっているのに、ここで建設中止となると負担金の返還だけでなく、新たな治水整備費用、別の生活再建費用が必要になり、確実に中止した方が費用はかかる」と述べた。一方、同討論において水源開発問題全国連絡会共同代表の嶋津暉之は「これまで事業費の7割は使っているが、事業全体の進捗が遅い。3月末時点で、着手は6 - 8割だが、完成した国道、県道は数%、鉄道は75%。代替地の造成も1割だ。総合すると、ダム本体工事の約620億円以外に1000億円規模の支出増が見込まれる」と述べた。

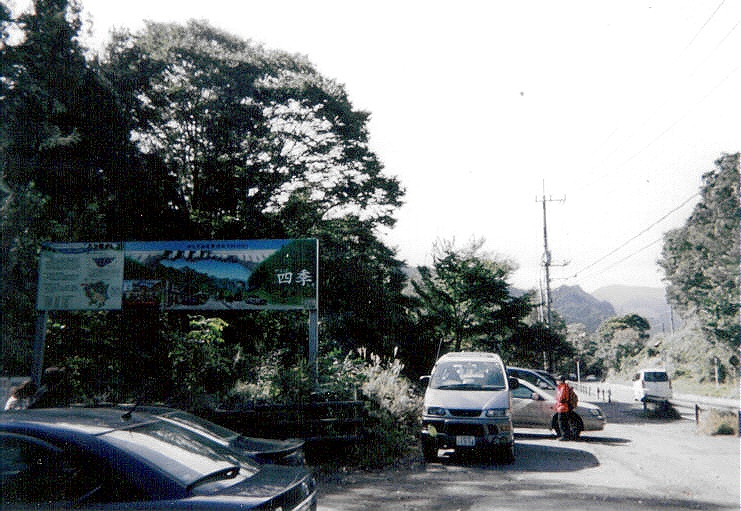
ダムサイト地点、左側の看板にはダムの完成予想図が描かれている。右側は国道145号。（2006年10月）
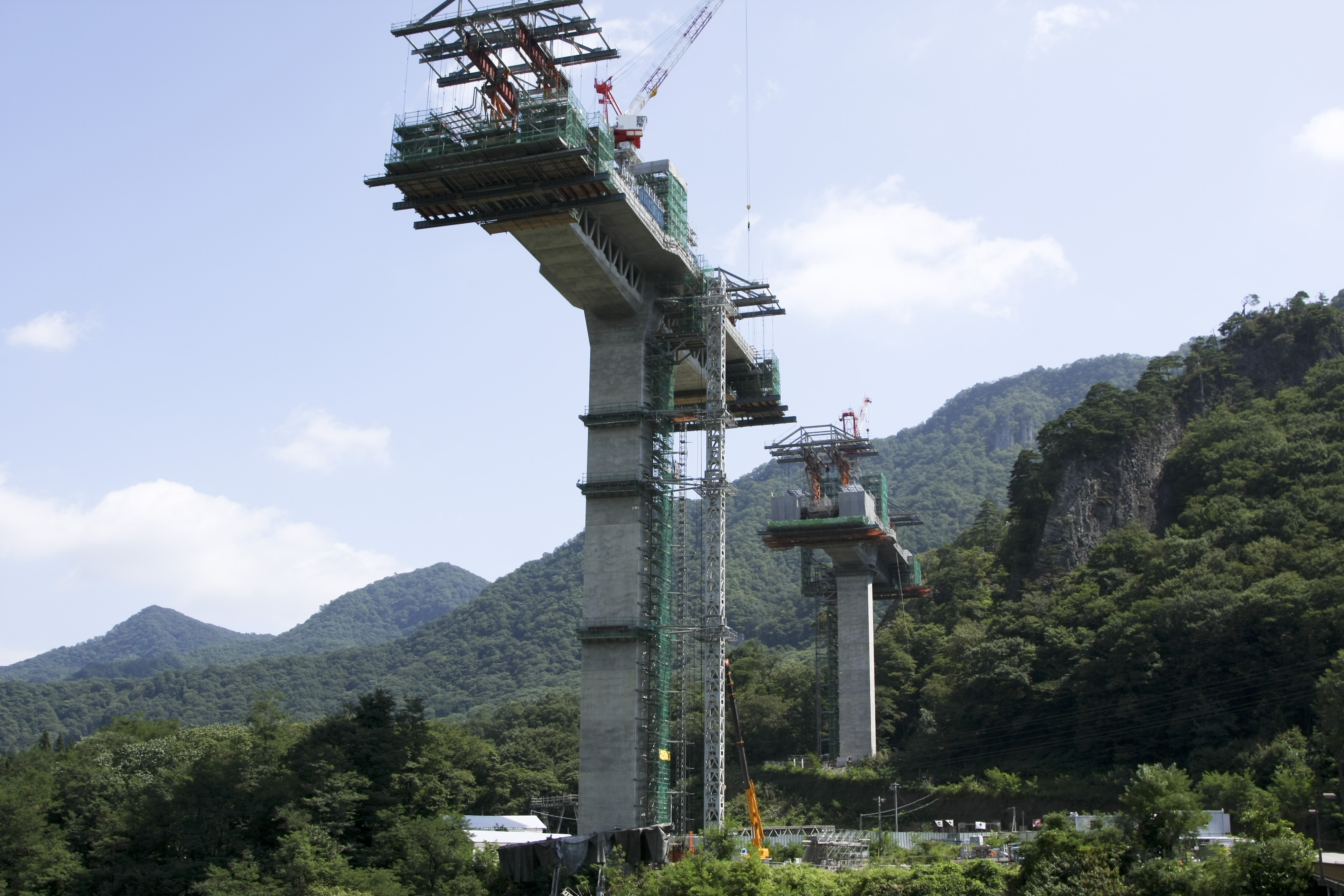
建設中の第2橋脚（2009年9月）
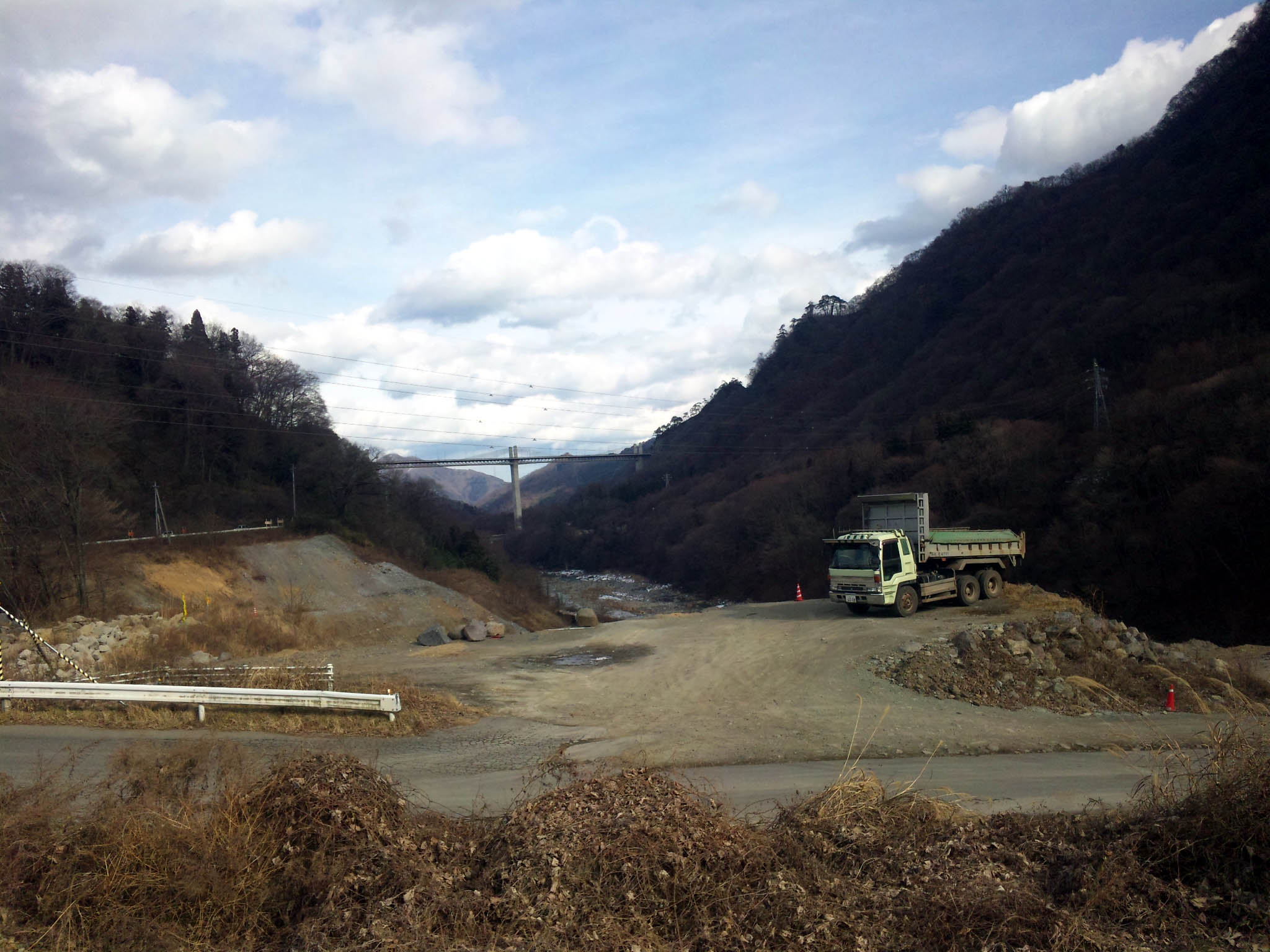
完成した第2橋梁と建設現場（2011年1月）
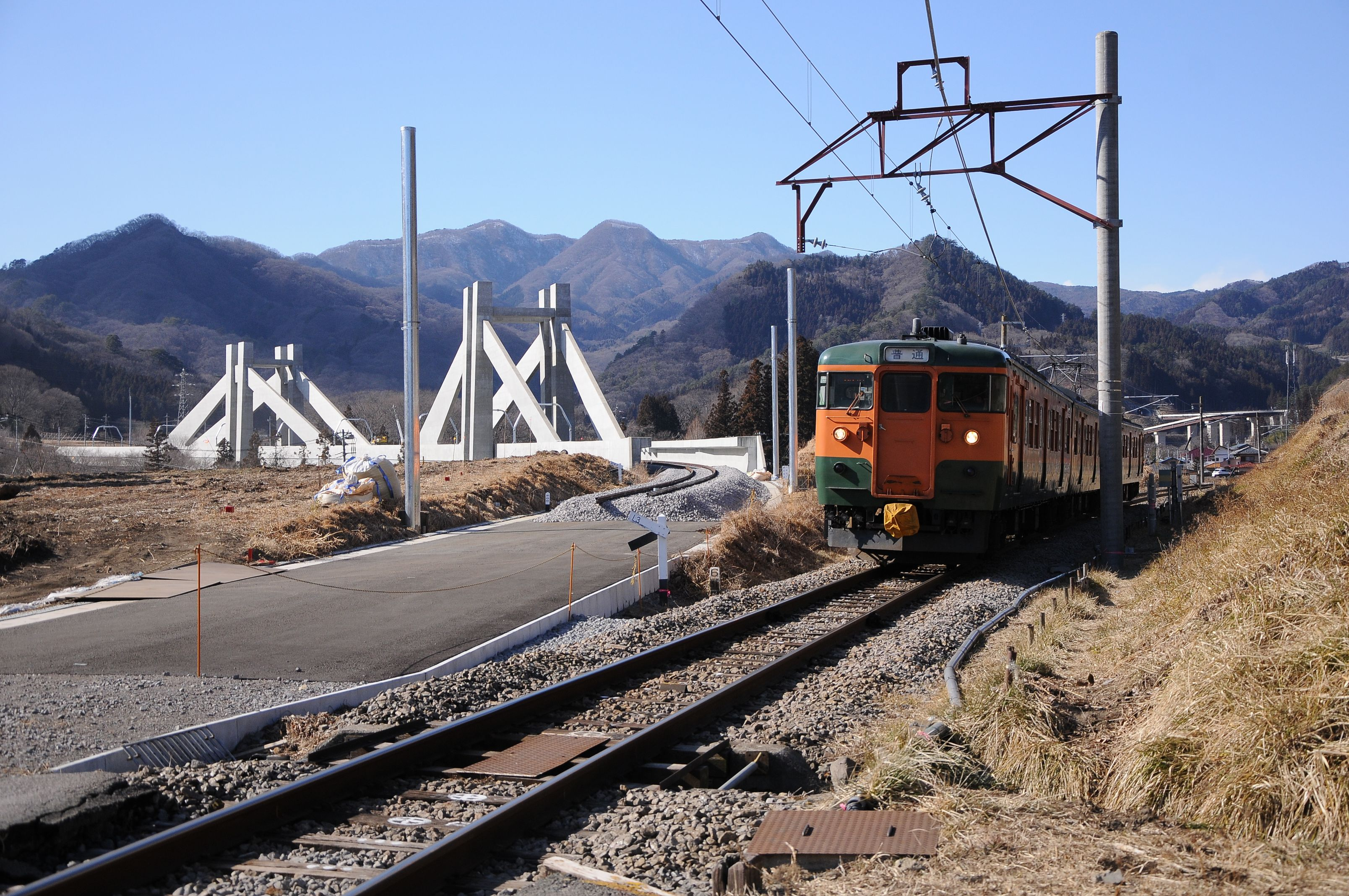
吾妻線岩島駅 - 川原湯温泉駅間。 建設中の新線（左）と旧路線との付け替え部。（2014年1月）

### 公共事業削減の余波
公共事業再評価に伴っていくつかの大規模ダム計画が中止されたことや首都圏の水需要減少、吾妻川の水質が元々良くないこと、洪水対策は堤防などで足りること、ダム建設地の地盤が火山層で脆弱であることなどを理由にダム建設に懐疑的な意見も根強かった。
対して関係都県はダム推進の姿勢を崩さなかった。その理由としては、当時のダムとしては利水の面で開発単価が安かったこと、利根川全体の治水対策の中で吾妻川流域を中心とした豪雨への備えとして八ッ場ダムが重要であること、水資源はなお十分とは言えないことが挙げられる。
例えば東京都の場合、2008年時点では水資源に余裕があるが、主に多摩地区で利用されている地下水40万トンについて、水質汚染・地盤沈下のために、将来的に利用をやめる必要があるとしている。
また埼玉県の場合は、安定水利権が70%、八ッ場ダムに拠る暫定水利権が29%、その他が1%と、八ッ場ダムの水利権への依存率が他県と比べて圧倒的に高いだけでなく、平成以後もなお渇水により、利根川水系では6回の取水制限が発生している。そのうち、平成13年度の場合は、安定水利権で10%、暫定水利権の20%にも達しており、もしこの時に八ッ場ダムの暫定水利権がなければ、利根川水系の水を使用している地域の断水もありえたと、整備理由を挙げている。
2004年（平成16年）、八ッ場ダム事業は2度目の計画変更を行い事業費が2100億円から4600億円に上昇。事業反対派は建設事業費に基金事業費、起債の利息も含めると総額8800億円になるという試算を示し、文字通り日本のダムの歴史上最も高額なダム計画となったと主張した。
こうした考え方を論拠の一つとして、ダムの恩恵を受ける利根川下流の一部住民からは「無駄な公共事業」との批判が起こり、2004年（平成16年）11月、関係都県の各地方裁判所（東京、千葉、埼玉、群馬、茨城、栃木）において、それぞれ公金支出の差し止めを求める住民訴訟が一斉提訴された。このうち一つでも住民側が勝訴すれば、事実上建設ができなくなる状況であった。ただしこの裁判の原告には、ダム予定地に住む住人は1人もおらず、地元が長年の苦悩を経て建設受け入れの結論を出したことに水を差すとして反感を持つ住人もいた。
これら行政訴訟事件の最初となる判決は、2009年（平成21年）5月11日の東京地裁第103号法廷（民事第3部 裁判長裁判官定塚誠 裁判官中山雅之 裁判官佐々木健二）で、原告請求をいずれも退けた。さらに、他地裁の裁判では、利水・治水面での八ッ場ダムの必要性が大きな争点となり、結果として八ッ場ダムの「利水効果」および「治水効果」を認める司法判断が下された。
その一方で、国土交通省からのOB天下りを受け入れた公益法人と企業が、競争入札を行わない随意契約で多数の業務を受注していたことや、事業落札に絡んだ37社の企業に、2004年前後数年だけで、国土交通省から52人、随意契約業者57社に99人、財団法人国土技術研究センター、同ダム水源地環境整備センター、同ダム技術センターなど、7つの公益法人に25人が天下っていたことが、民主党の衆議院議員長妻昭が2007年に国土交通省から得た資料により判明し、政官業癒着の観点からも物議を醸した。

### 補償基準妥結・住民流出
2001年（平成13年）に、長野原町内のダム事業用地を買収する際の価格を決める補償基準が妥結した。
この補償基準妥結後、地域から流出する住民が後を絶たず、2005年（平成17年）末時点で半数以上の世帯が転出していた。2006年（平成18年）4月時点では、全水没地区である川原湯・川原畑における代替地への移転希望世帯数は50世帯余りと、当初世帯数の5分の1以下となった。住民流出の一因は、補償基準妥結時点で、移転代替地が完成まで相当の時間を要する状況にあったことがある。すぐにでも移転したい意向だった人々の多くが、移転代替地の完成を待つよりも、町内外の他の場所に移住することを選択したためである。また、国が造成する移転代替地を移転住民に分譲する際の価格が、地元の人の多くが期待したほどには安くなかったことも、移転代替地以外への移住を促進した面がある。
移転代替地については、現地再建方式（ずり上がり方式）と呼ばれる、ダム湖より上の山腹部（ダム完成後は湖畔となる部分）に建設される方式が採られている。この方式により、これまでの居住地域と隣接した場所に代替地を確保することとしたことが、完成時期、分譲価格の両面にわたる条件への制約を大きくしたという見方もある。
移転代替地の分譲価格等を決める分譲基準をめぐる交渉は1年以上の期間を要し、2005年（平成17年）9月に妥結した。移転代替地は2006年（平成18年）から2007年（平成19年）頃にかけて分譲され、2006年（平成18年）度初めより、分譲区画の割付や移転代替地上に設けられる様々な施設の位置についての調整が、住民と行政の間で進められた。

### 川原湯温泉
川原湯温泉では自然湧出の源泉がダムに沈むため、ボーリング調査によって新源泉が掘り当てられているが、湯量・泉質ともに旧源泉とは異なっている。
ダムが完成した後の新たな観光地としての吾妻渓谷・川原湯温泉へ訪れる観光客数見込みに関し、国土交通省は八ッ場ダム工事事務所が2008年11月に実施した「吾妻渓谷の景観改善への取組に関するアンケート調査」および川原湯温泉に宿泊する観光客数を基に、年間約57万人に達する見込みとした。
2006年（平成18年）時点で、町が移転する進過渡期の状況に置かれていた地元住民の間では「この中途半端な状況から早く抜け出したい。国の政策に逆らうことは不可能。ダム事業を少しでも速く進めることでなるべく早い生活再建を図るしかない」という声もあった。同年夏、国・県・長野原町は各種施設の維持管理費負担等も考慮した上で将来的にわたって望ましい生活再建策を再構築する必要があることなどを理由に、水源地域対策特別措置法などによる生活再建事業の縮小案を提示した。これに対して地元住民の間ではあきらめと不安の声を示す意見もあったが、これを機として新たな居住予定地の整備計画の具体化を進める動きも加速した。

## 民主党政権による事業計画の転換

### マニフェストによる事業中止
2009年8月30日に投開票が行われた第45回衆議院議員総選挙では、マニフェストで「川辺川ダム、八ツ場ダムは中止。時代に合わない国の大型直轄事業は全面的に見直す」と掲げた民主党が308議席を得て衆議院第一党となったことを受け、国土交通省の事務次官谷口博昭は、9月3日午前に入札を延期するよう発注者である関東地方整備局長に対して指示し、ダム本体工事の入札は、民社国連立政権の国土交通大臣の判断・指示を待つ意向を明らかにした。9月16日、鳩山由紀夫内閣が正式に発足、国土交通大臣に就任した前原誠司は、皇居での認証式後の就任会見において八ッ場ダムの事業中止を明言し、首相の鳩山由紀夫も翌17日の記者会見で、これを支持した。
新政権発足に伴う国の突然の方向転換に対し、永年にわたる国家政策との対立の末に苦渋の判断を下して代替地転居と事業執行を待つばかりとなっていた関係者の反発は大きく、長野原町議会は9月17日、『八ツ場ダム建設事業の継続を求める意見書』を採択した。また、水源地域対策特別措置法に基づき事業資金の一部を負担した共同事業者である群馬県知事の大沢正明は同日、「地元住民の方々の意見、関係市町村、共同事業者である1都5県の意見を聞くことなく、建設を中止としたことは言語道断で、極めて遺憾」とコメントした。同じ共同事業者である東京都、埼玉県、千葉県、茨城県、栃木県の各都県知事からも同様に建設中止に対する批判や中止の際の負担金返却要求の声が上がった。
なお、これらの報道については、ジャーナリストの早川玄が日経BPのウェブサイトに掲載したコラムで、建設中止を求める市民団体などのウェブサイトの内容を紹介した上で、建設中止に反対している地元住民の意見が地元の総意であるかのような報道姿勢に疑問を呈しており、町公式ウェブサイトの掲示板・意見箱を一時閉鎖し、建設反対論を封殺しているのではないか、などの批判を行っている。
仮に事業が中止された場合、特定多目的ダム法第12条（建設費負担金の還付）に基づく特定多目的ダム法施行令第14条の2項の規定により、共同事業者から既に納付済みの利水関連事業費1460億円から約40%に相当する厚生労働省および経済産業省からの国庫補助金相当額を除いた額が還付されることとなる。この件に関し、2009年7月に行われた民主党「次の内閣」国土交通部門・公共事業検討小委員会の国土交通省に対するヒアリングにおいて、国交省担当者は還付金について4600億円の計画事業費以外にさらに支出が増えるという話ではないとの見解を示した。
9月23日には、国交相の前原が現地視察を行った長野原町で、現地住民から建設中止に対し賛否両論の声が上がり、建設反対の現地住民からは視察会場への入場を拒まれたことに対し不満の声も漏れた。また、群馬県知事大沢正明は前原との会談で、八ッ場ダム建設に関する基本協定が締結された1995年当時、首相の鳩山と国交相の前原は、いずれも新党さきがけの党幹部として自社さ連立政権に参加して、自らこの事業を推進していたと批判したが、前原は「批判は甘んじて受けないといけない」と述べながらも、建設中止の姿勢は変えようとはしなかった。ただし、地元の声や周辺の意見に配慮し地元の理解が得られるまでは事業廃止の法的手続きは進めないことを明言した。
前原は、八ッ場ダムと同様に建設中止を明らかにしている川辺川ダムを9月26日に視察、両ダムの建設中止に伴い地元への補償措置を定めた新法を、平成22年の第174回国会に提出する考えを明らかにした。
2010年2月5日、千葉県弁護士会は、群馬県の八ツ場ダム建設中止を求める会長声明を発表し、同日付でその声明を首相や国交相にも送付した。声明では「ダム建設はあらゆる代替案を徹底的に検討した最後の手段と考えるべきだ」とし、国に八ツ場ダム建設の中止と建設予定地となっている地元住民の生活再建を求めている。なお、弁護士会が八ツ場ダム建設中止の声明を出すのは初めてとなる。
2010年12月2日、12月上旬にダム建設事業の資金が枯渇することとなり、直轄事業負担金の支払いを保留していた東京都、埼玉県、千葉県、群馬県、茨城県、栃木県の6知事は国土交通大臣馬淵澄夫と会談を持ち、保留を解き支払う意向を示した。ただし、支払いはダム本体の建設が前提であり、万が一、建設されない場合は訴訟を含めて国の責任を追及するとの条件が付けられた。

### 最大流量の計算をめぐって
2011年1月、建設の根拠となってきた利根川の最大流量（基本高水：きほんたかみず）が過大ではないかとの指摘が出た。この点、国土交通省は中間報告で3%減る旨の再計算結果を公表したが、拓殖大学准教授の関良基（森林政策）が計算したところ、9%減るという結果になった。国土交通省の再計算の基になった図面が非公開であることもあり、3%減という計算結果は信頼性を欠くと指摘された。
算出関連の資料がないとして、国土交通大臣の馬淵が再検証を指示。2011年6月20日、日本学術会議の分科会は、国土交通省による流量の再計算結果は妥当である報告書をまとめた。独自に行った分科会の計算でも、国交省の再計算結果とほぼ同じ結果となり、「計算手法に誤りがないことを確認した」としている。

## 建設工事後半期

### ダム建設事業再開決定

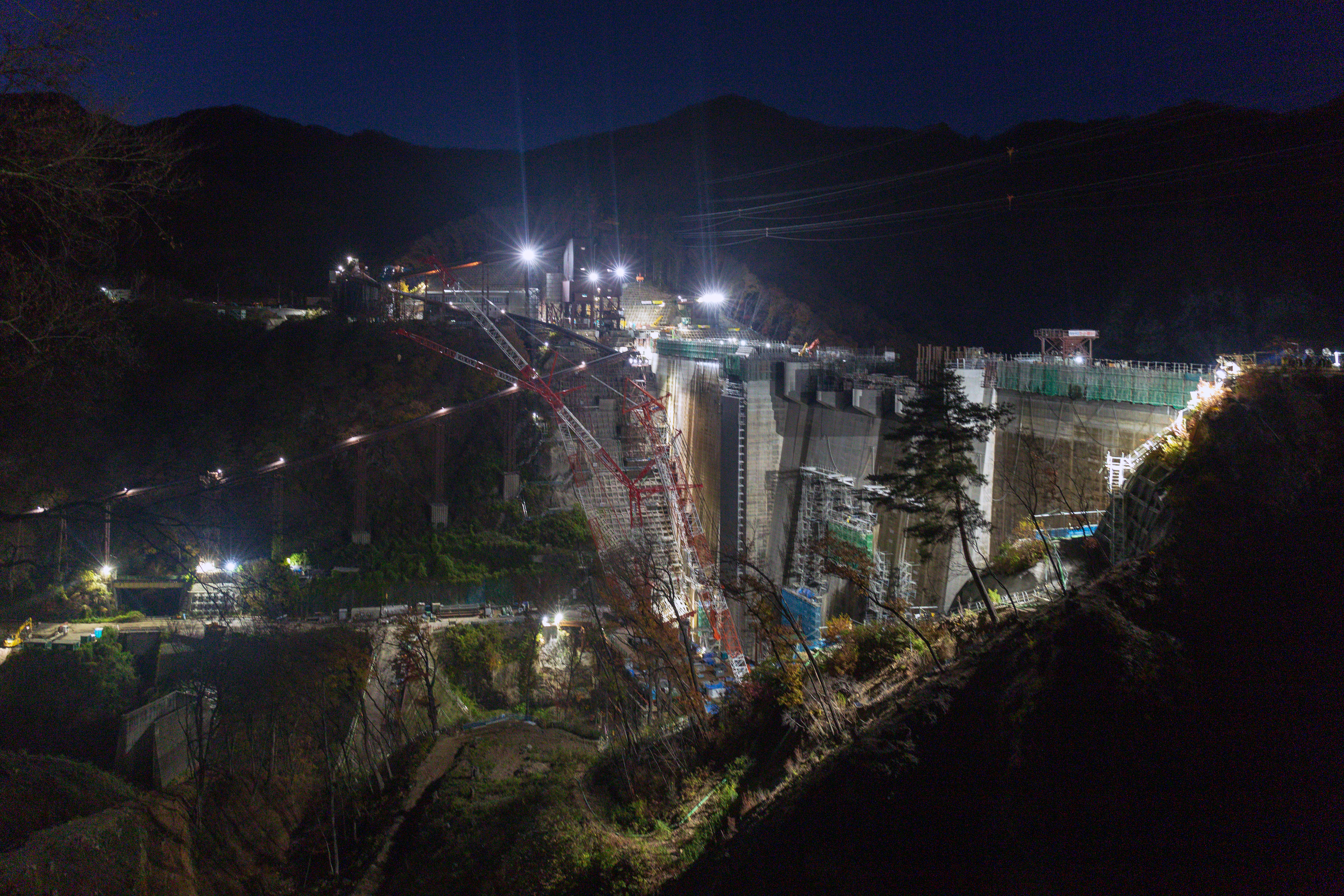
昼夜を徹して作業が続けられていた工事現場（2018年11月）

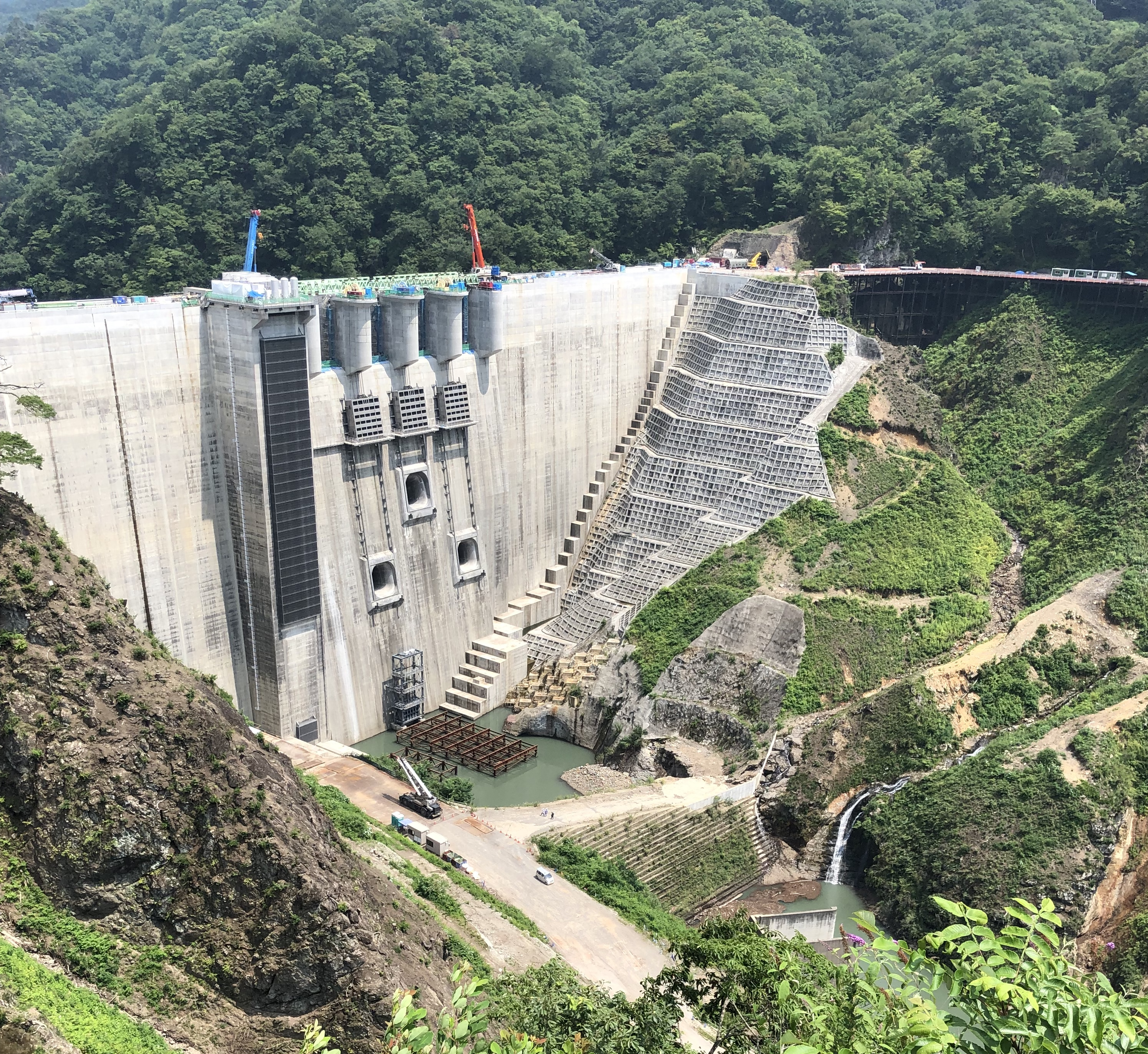
完成間近の八ッ場ダム（2019年8月）

2011年9月13日、国土交通省関東地方整備局は利根川流域6都県の知事らとの事業の検証を進める検討会において、治水と利水の両面でダム建設が最も有利だとする評価結果を示した。
この評価結果に対して、民主党政調会長の前原誠司は自身が国土交通相時代に工事中止を宣言したが、国交省関東地方整備局が「建設が最も望ましい」とした検証結果を発表したことについて、記者会見で「なぜこのタイミングなのか。事前説明もない。極めて不愉快だ」と述べた。前原は「大臣（政権）が変わって10日もたたない時期に（検証結果を）出してくるのはどういうことなのか」と指摘。さらに「当時の大臣に事前に説明がないことも、極めて不愉快な思いだ」と述べた。
2011年11月、関東地方整備局事業評価監視委員会は学識経験者や関係住民の意見聴取、パブリックコメントなどを行い、八ッ場ダム建設事業の検証に係る検討報告書を作成した。検討報告書の総合的な評価は以下のとおりである。
2011年11月30日、関東地方整備局事業評価監視委員会は、この検証結果を答申した。12月9日、東京都知事石原慎太郎を始め流域6県の知事は、「八ッ場ダム建設事業の継続」の決断を求める緊急声明」を発表。
12月22日、国土交通大臣の前田武志は、八ツ場ダム（群馬県長野原町）の建設再開を表明した。国交省はこの日の政務三役会議で、工事再開と本体工事費の予算案への計上を決定。前田は直後の閣僚懇談会で内閣総理大臣野田佳彦に決定内容を伝え、事業費を負担する1都5県と政令指定都市の関係自治体にも報告した。
これに対し、民主党の一部議員や反対する市民グループは、130人近い研究者が名を連ねる「科学者の会」を立ち上げた。同会は「治水面では、洪水を防ぐ効果を計算するにあたって、国土交通省の都合のよいデータが使われ、実際よりもはるかに高い効果があがるとしている」「利水面でも、建設を求める自治体の過大な需要予測をそのまま使っている。例えば東京都の場合、実際の需要は減り続けているのに、今後増加するとした予測を使っている」などの問題点を指摘し再検証を求めた。さらにこの検証が国土交通省と流域自治体の推進派だけで進められていることに強く反発した。実際、関東地方整備局と流域自治体による検証は推進派による陳情の場となっており、そこでまとめられた結論を諮る有識者会議も、結論の妥当性ではなく検証の手順を確認しお墨付きを与えるだけであった。このことから、「反対派の専門家たちの指摘をきちんと受け止めて議論を深めることがまったくなかった」と指摘された。
国交相の前田は、同日夜には建設予定地のある長野原町でこれまでの混乱を謝罪した。前田は会見で「公約通りの結果が得られなかったのは残念だが、苦渋の決断をした」と強調。その上で再開の理由として「継続が妥当」とした国交省関東地方整備局の検証が適切だと同省有識者会議が認めたことや、ダム下流に人口が集積する利根川水系の治水の重要性、流域6都県の知事らの建設要望などを考慮したと説明した。12月24日、この決定に反発した民主党の衆議院議員中島政希が党に離党届を提出し、翌年1月に離党が認められた。
同日、民主党政調会長の前原誠司は、総理大臣官邸で官房長官の藤村修と会談した後、記者団に対して「本体工事に予算がつけば、国交省の予算そのものを認めることができない」と発言。藤村はその後、工事再開の可否を判断するのは国交省だとして調整役を降り、国交相の前田武志も当初方針通り工事再開を決断した。
2013年（平成25年）12月18日、長野原町内で開かれた「八ツ場ダム水没関係5地区連合対策委員会」において、吾妻線が2014年（平成26年）秋に新線へ付け替え予定であることが報告された。

## 運用開始

### 試験湛水開始

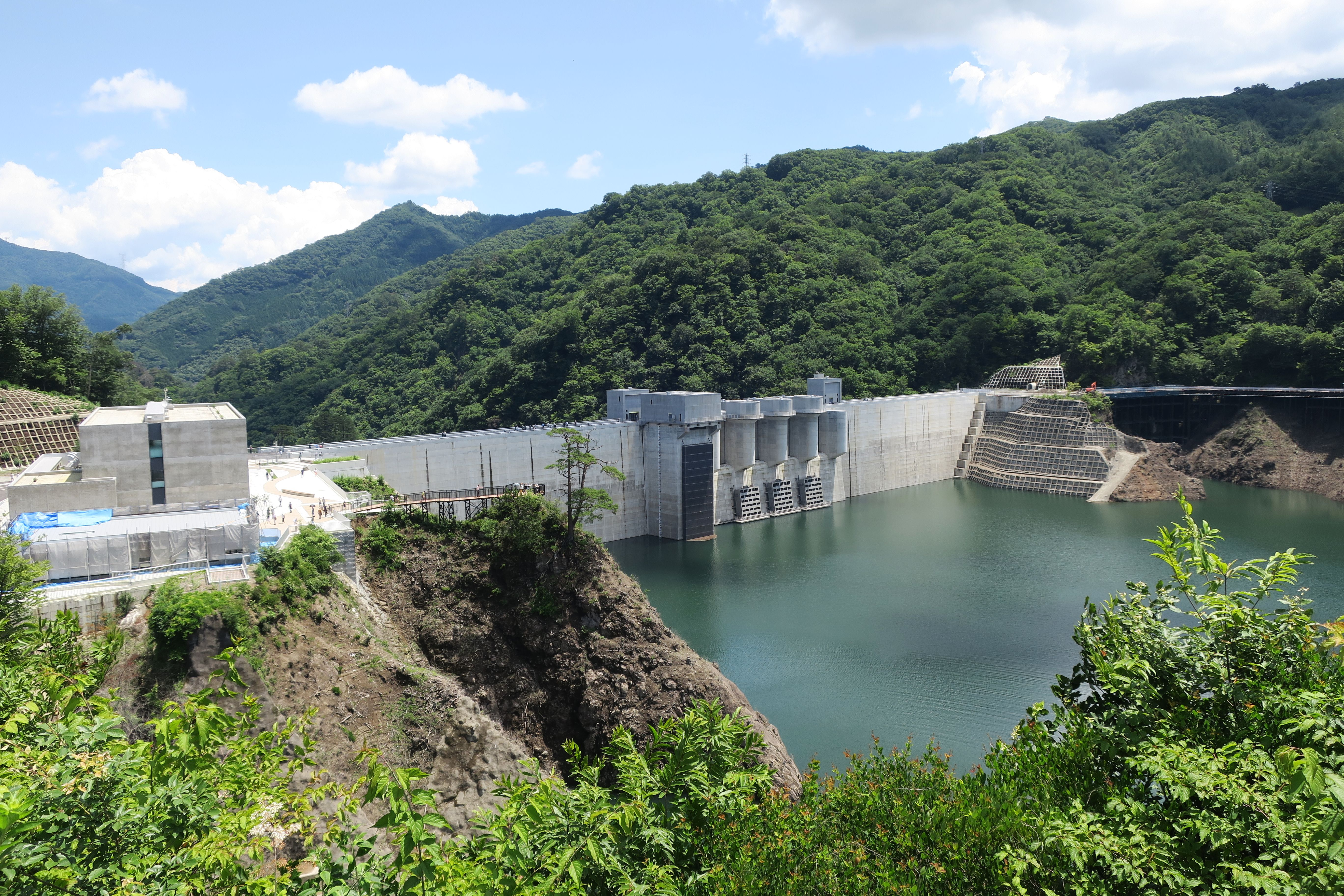
運用開始後、部分的に一般開放を開始した八ッ場ダム（2020年7月）

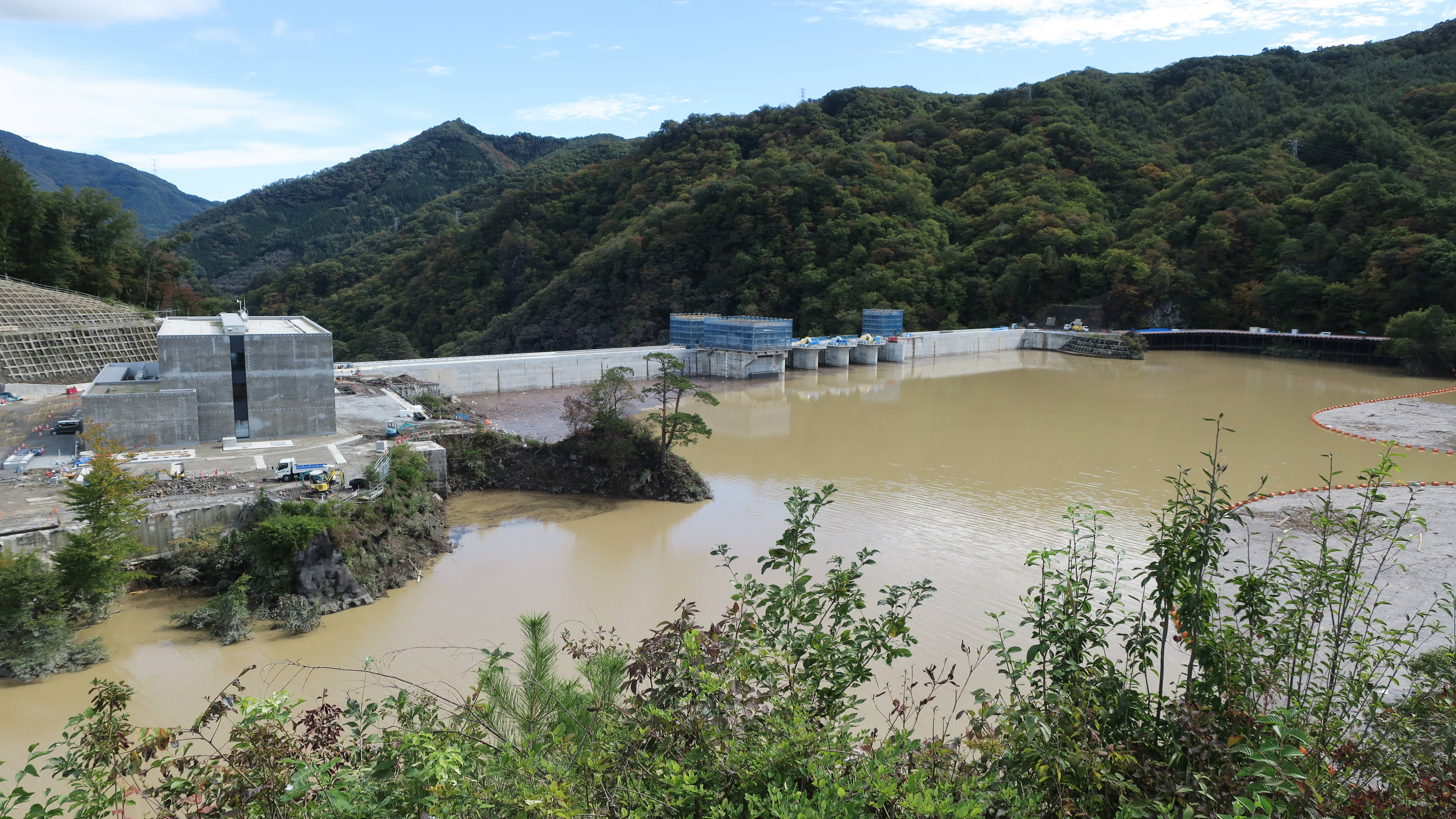
令和元年東日本台風（台風19号）通過後の八ッ場ダム（2019年10月）

八ッ場ダムは、2019年（令和元年）10月1日から、ダムの本格的な運用を始める前に、実際に水を貯めてダム堤体および貯水池周辺の安全性を確認するための試験湛水が開始された。国土交通省関東地方整備局によると、この試験湛水は当初3 - 4か月かけてダムの水位を平常時最高貯水位（常時満水位）まで上昇させた後、最低水位まで降下させる予定であった。

### 令和元年東日本台風
試験湛水開始後間もない10月中旬に日本列島を通過した令和元年東日本台風（台風19号）の影響で、水位が満水近くまで急上昇する状況が起きた。総貯留量約7500万 m3、最大流入量約2500 m3/sを貯め込み、ダムの貯水池は518.8 mから573.2 mまで、約54 m（10月11日2時 - 13日5時）水位が上昇した。なお、満水時の水位は標高583 mである。また長野原観測所では、累加347 mm（10月11日2時 - 13日5時／時間最大37 mm - 12日18時）の降雨を観測した。

### 治水効果に関して
令和元年東日本台風による影響について、京都大学防災研究所の角哲也教授は「今回は全く放流していないこともあって大きな治水効果を発揮した。流入量などの検証が必要だが、適切に行えば運用開始後も効果を発揮できる」とダムの治水効果を評した。
一方、橋本淳司は「流域内の治水ということを考えると、1つの施設が能力発揮し、利根川の洪水を防いだとは言えない」と言及した。市民団体「水源開発問題全国連絡会」の嶋津暉之共同代表は、「ダムが無くても利根川本川の中流や下流の水位はそれほど上昇しなかった」と否定的な意見を発表した。利根川水系利根川・江戸川河川整備計画では、八斗島地点（群馬県伊勢崎市）上流において、H10.9.14洪水での目標流量17,000 m3/sに対して、八ッ場ダムにより1,820 m3/sの洪水調節をするとされている。
利根川水系の流量コントロールの観点から見ると、今後、洪水期（7月1日 - 10月5日）でも洪水調節容量6500万立方メートルと配分されているダムの通常運用中に今回のような洪水調節容量を超える異常な水量の流入があった場合には、異常洪水時防災操作（緊急放流）が行われる可能性がある。なお、河川整備計画では、洪水調節施設による洪水調節を前提とした河道整備（堤防整備・河道掘削等）を行っており、ダムがないことを前提とした堤防高等の設定はしていないため、現状の河道整備計画を完了しても、洪水調節機能がない場合には、河川整備計画の目標規模の洪水を安全に流下させることはできないとしている。

### 試験湛水終了
施設の安全性を確認して、流木を処理し、2020年3月9日に試験湛水は終了。翌10日から貯水に移行した。

## 観光
水没した5地区への見返りに地域振興施設が建設された。道の駅八ッ場ふるさと館、川原湯温泉あそびの基地NOA、やんば天明泥流ミュージアム、八ッ場湖の駅丸岩、やんば茶屋（ダムサイト）である。
ダム管理所には、なるほど!やんば資料館が併設され、湖の駅には、ダム湖を遊覧する水陸両用バスが発着する。2022年（令和4年）1月1日からは日本水陸両用車協会の観光船が就航し、ダム湖の水位が高い冬季は観光船、夏季は水陸両用バスとシーズンにより営業が切り替えられることになった。
このほかにも吾妻線の旧線路を活用した自転車型トロッコ「アガッタン」がある。

## やんば館

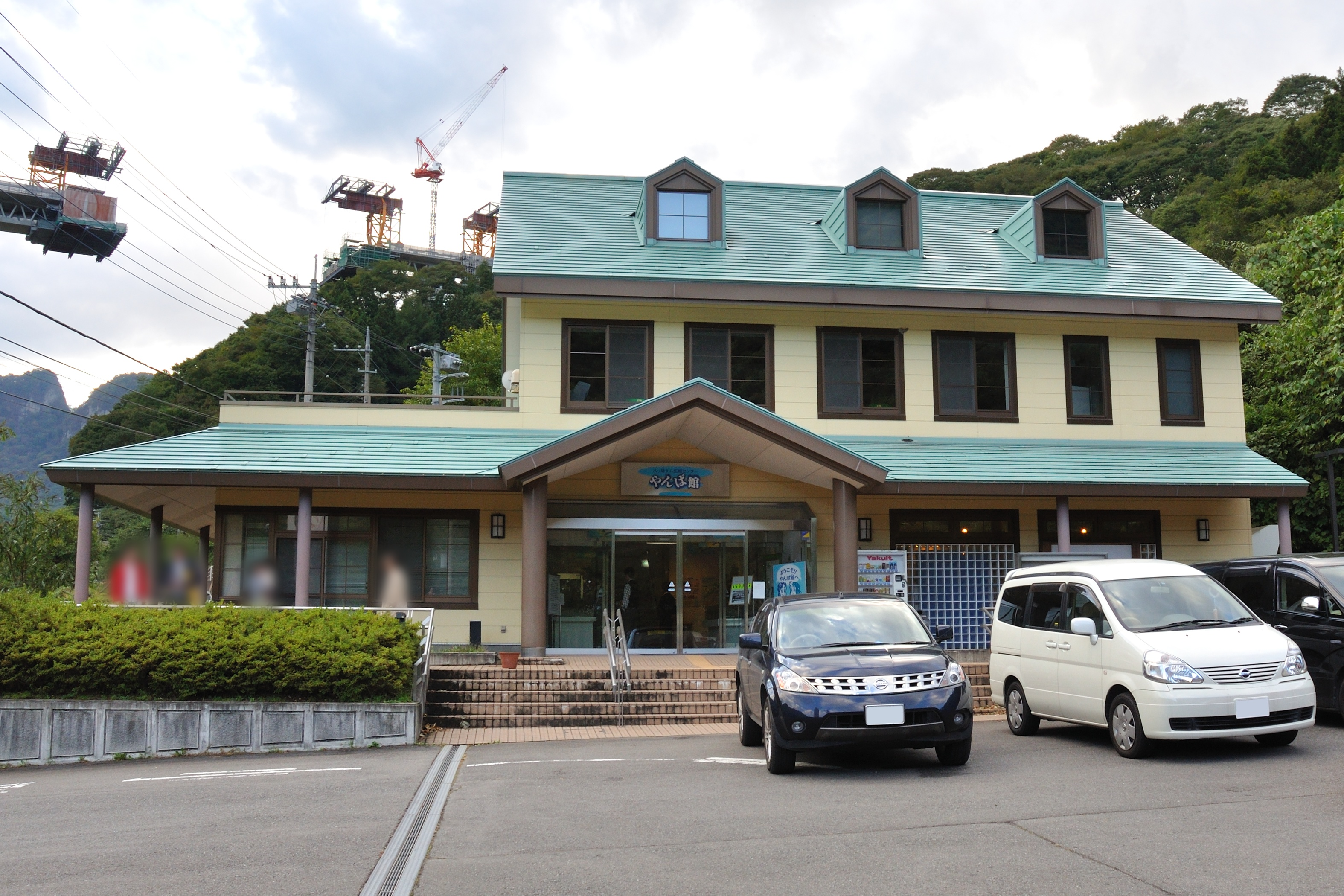
やんば館
画像左上は建設中の不動大橋

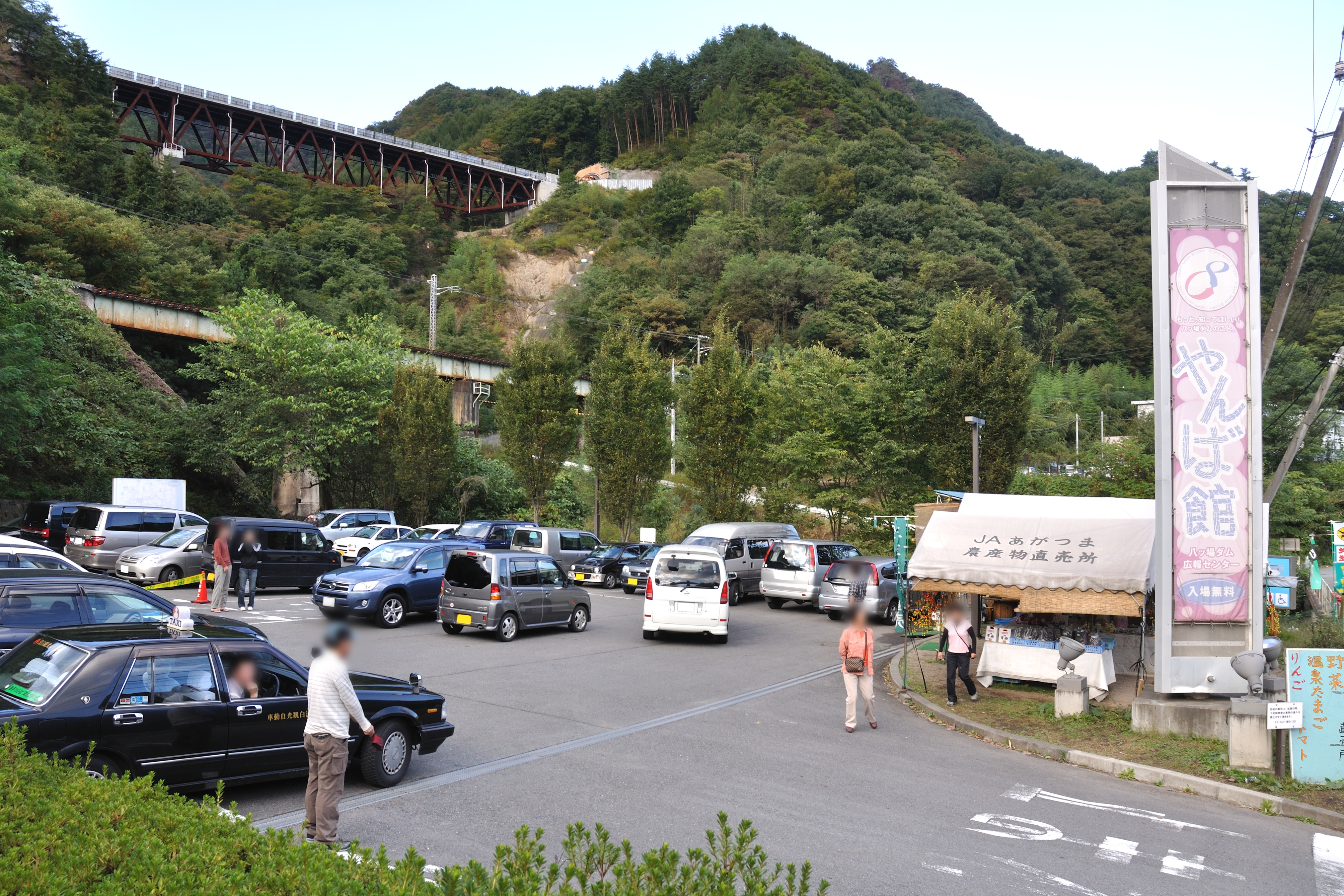
観光客の車で混み合うやんば館の駐車場（2009年10月）

八ッ場ダムが持つ役割や現状と、水没予定地に住む住民の苦労などを広報する目的で、やんば館が1999年4月30日に長野原町内のダム建設に伴う水没予定地に建設された。鉄骨2階建て、延べ床面積が427m2で、総工費は2億円。建設省が建設し、八ッ場ダム工事事務所が管理していた。
入館料は無料であり、開館から1,633日後の2003年10月19日には延べ入館者数が10万人を突破した。この間における1日当たりの平均入館者数は約61人であった。
2009年9月16日に国土交通大臣に就任した前原誠司のダム中止発言以降、ダム建設予定地を一目見ようと訪れる観光客が急増し、それまでは休日でも1日300人ほどだったやんば館の入館者数が、9月21日には開館以来最多となる1,200人を記録した。
月間入館者数は、9月が1万2813人、10月が約2万5000人、11月が2万9820人と推移した。10月の月間入館者数は、2008年度の年間入館者数である2万4647人とほぼ並び、11月の月間入館者数では上回った。また2009年度の年間入館者数は、過去最多の11万3293人となった。
なお、やんば館の敷地内からも眺めることができる、高さ87 mの不動大橋（湖面2号橋）も人気となっていた。
2013年4月27日に営業を終了し、広報センターの機能は同日開館した道の駅八ッ場ふるさと館内に移転した。

### 利用情報（営業当時）
所在地
群馬県吾妻郡長野原町大字林1593-3
開館時間
9:30 - 16:30
休館日
12月29日 - 1月3日
入館料
無料
公式サイト
八ッ場ダム：やんば館

## 八ッ場ダム建設問題を扱う作品
- 『保坂のぶとの現場レポート 八ッ場ダムはなぜ止まらないのか』:保坂展人がレポート（DVD作品）、ほんの木（2010年）